# Plebiscito in Austria del 1938
Il plebiscito in Austria del 1938 si tenne il 10 aprile 1938 per approvare il cosiddetto Anschluss, ovvero l'annessione dell'Austria occupata alla Germania nazista. Il referendum si svolse contemporaneamente alle Elezioni parlamentari in Germania del 1938. Le truppe tedesche avevano già occupato l'Austria un mese prima, il 12 marzo 1938. Il risultato ufficiale è stato riportato come 99,73% a favore,  con un'affluenza del 99,71%.
Nemici politici (comunisti, socialisti, ecc.) e cittadini austriaci di origine rom o ebraica - circa 360.000 persone o l'8% della popolazione austriaca - non potevano votare nel plebiscito.

## Contesto
Dopo la fine della prima guerra mondiale, la neonata Repubblica dell'Austria tedesca rivendicò la sovranità sul territorio a maggioranza tedesca dell'ex-impero asburgico. Secondo la sua costituzione provvisoria, dichiarò di far parte della Repubblica di Weimar anch'essa di nuova costituzione. I successivi plebisciti in Tirolo e nel Salisburghese nel 1921, dove la maggioranza del 98,77%  e del 99,11%  votò per l'unificazione con la Germania, mostrarono che la riunificazione era anche appoggiata dalla popolazione.
Nel settembre 1919 l'Austria dovette firmare il Trattato di Saint Germain, che comportò notevoli perdite di territorio e il cambio del proprio nome da "Austria tedesca" ad "Austria". Inoltre, l'articolo 88 del trattato affermava che "l'indipendenza dell'Austria è inalienabile se non con il consenso del Consiglio della Società delle Nazioni", per impedire ogni tentativo di unirsi alla Germania.

## Campagna

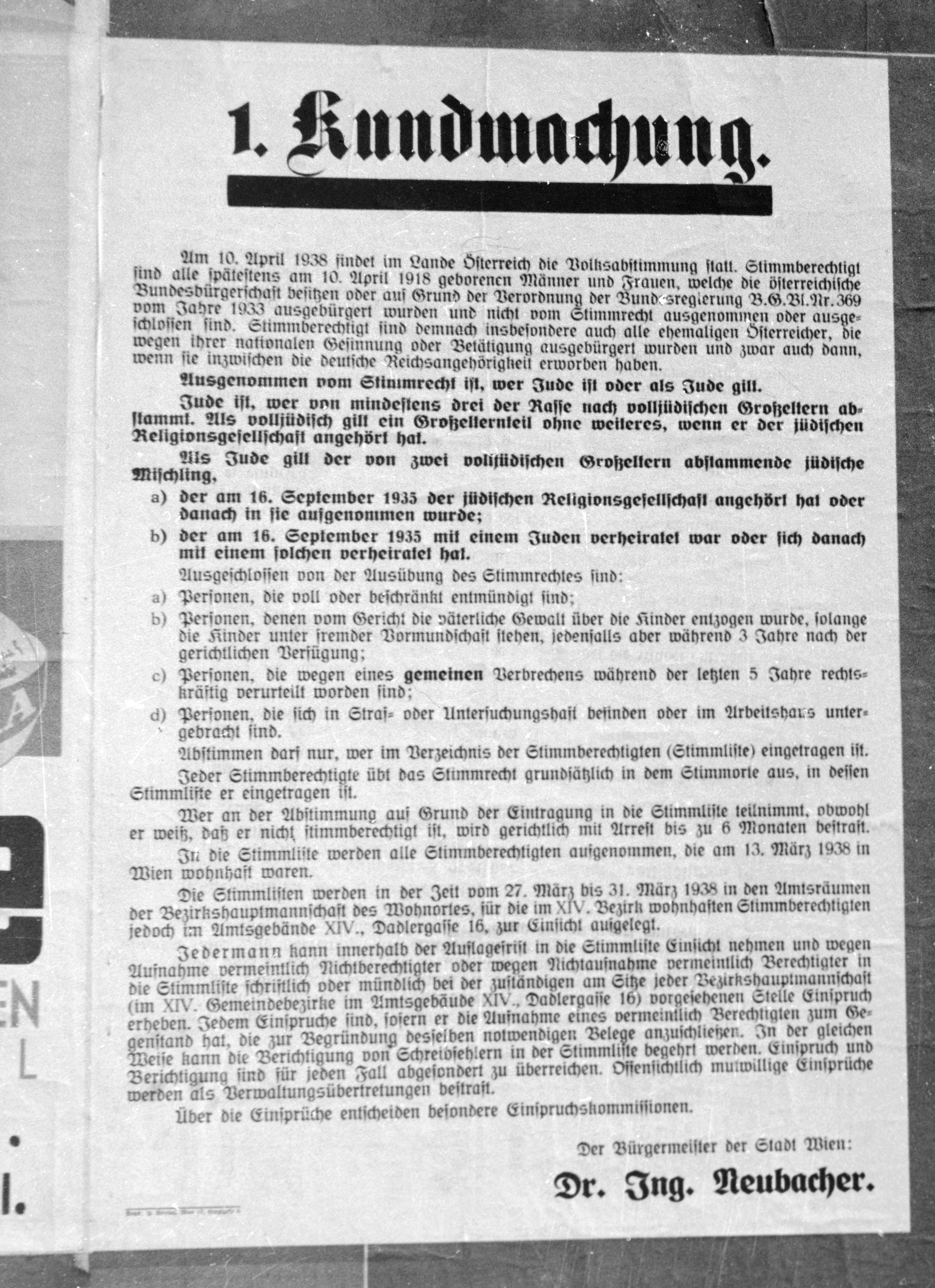
Manifesto sul plebiscito del 10 aprile 1938 esposto a Vienna

Durante il periodo precedente al referendum, la propaganda di Hitler includeva manifesti anticattolici e antisemiti. I gestori della campagna segnalarono "nessuna opposizione al referendum". Il plebiscito è stato sostenuto dal Partito Socialdemocratico d'Austria, il cui leader Karl Renner appoggiò Hitler il 3 aprile e il cardinale Theodor Innitzer, il più alto rappresentante della chiesa cattolica romana in Austria, il che significava che si poteva contare su due terzi degli austriaci per votare per l'Anschluss.

## Condotta

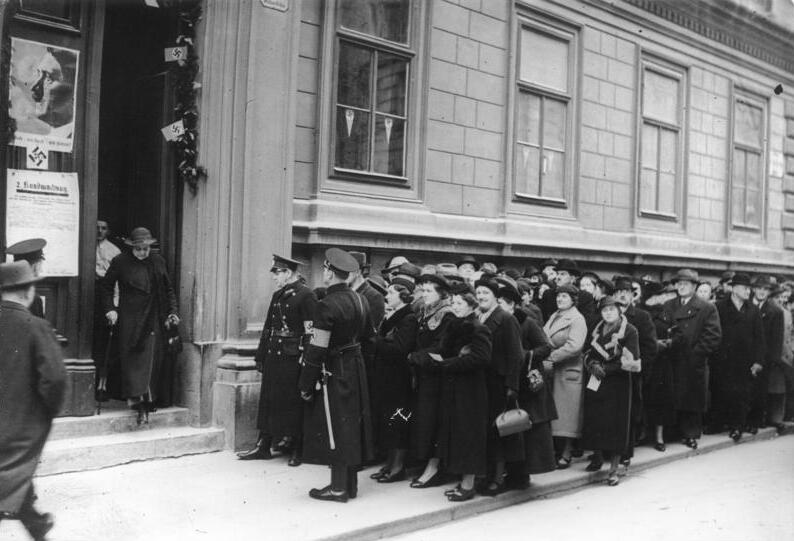
Già nelle prime ore del mattino, lunghe code di persone si trovavano nei seggi elettorali di Vienna, la capitale dell'Ostmark tedesco, per esprimere il loro voto sulla Grande Germania.

Le schede furono caratterizzate da un grande cerchio per i voti "sì" e uno piccolo per i voti "no". Questo è stato descritto come una spinta o "un 'sottile' suggerimento alle persone, per aiutarle a capire in che modo votare". Diverse altre affermazioni sono state fatte che il voto è stato truccato.  Il risultato fu "... il risultato di opportunismo, convinzione ideologica, pressioni massicce, brogli elettorali occasionali e una macchina propagandistica che la cultura politica austriaca non aveva mai sperimentato prima". La massiccia pressione a cui sono state esposte le persone è venuta dal fatto che molti stavano segnando la scheda elettorale davanti agli operatori della campagna per non essere sospettati di aver votato contro l'Anschluss. La segretezza del voto era in pratica inesistente. Tuttavia, LIFE nel 1938 ha affermato che i risultati del referendum e la sua controparte tedesca erano "in gran parte onesti".

## Quesiti
Ai soldati delle ex forze armate austriache (i cui voti furono conteggiati a parte), venne posta solo questa domanda:

## Risultati
| Scelta                                  | voti      | %     |
| --------------------------------------- | --------- | ----- |
| Sì                                      | 4.453.912 | 99,73 |
| No                                      | 11.929    | 0.27  |
| Schede bianche/nulle                    | 5.777     | –     |
| Totale                                  | 4.471.618 | 100   |
| Elettori registrati/affluenza alle urne | 4.484.617 | 99.71 |
| Fonte: Democrazia Diretta               |           |       |